# شارع كابلان

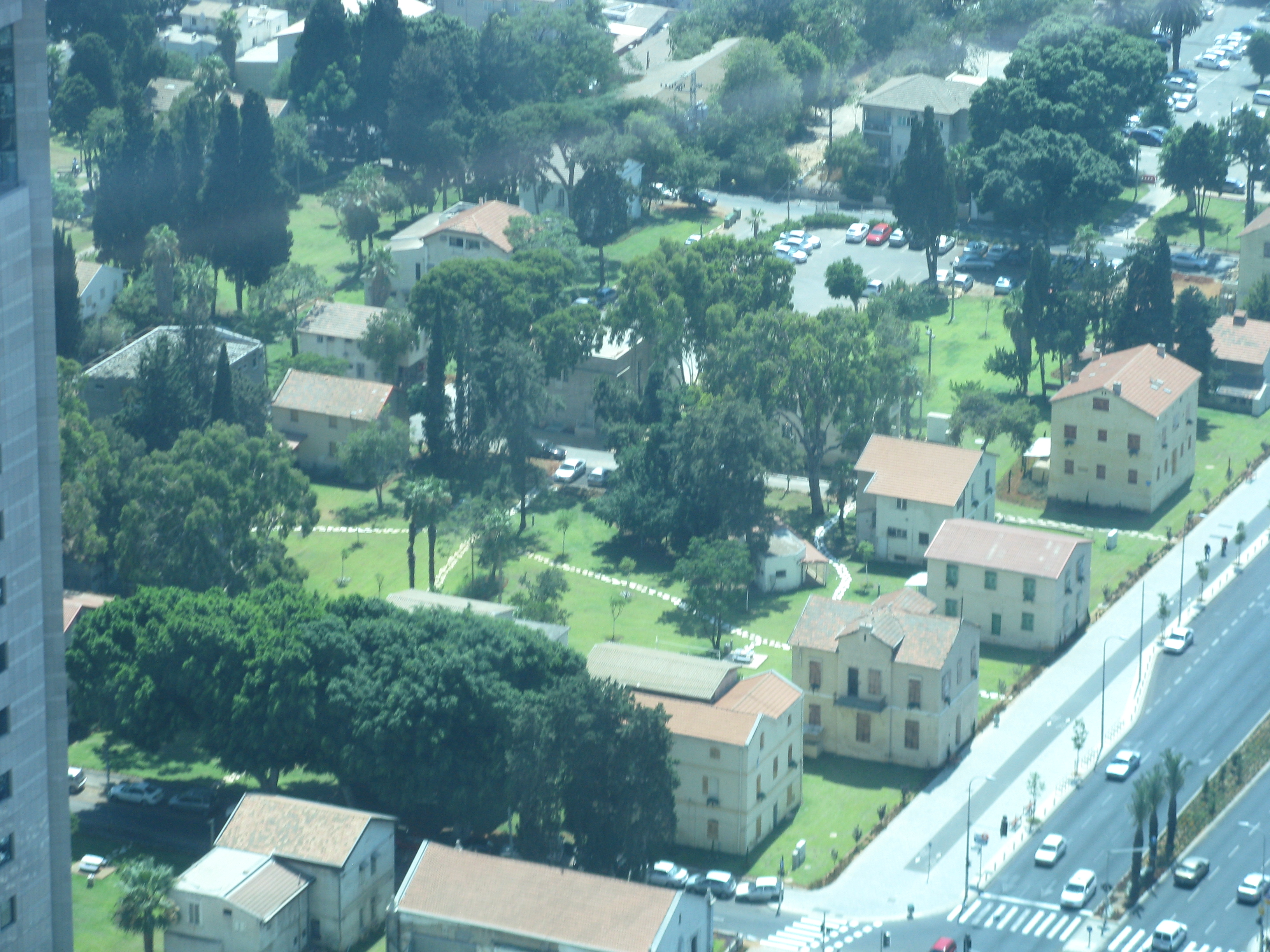
منظر جوي لمدينة سارونا.

شارع كابلان Kaplan Street (بالعبرية:רחוב קפלן) هو طريق رئيسي في وسط تل أبيب ، إسرائيل ، ويمتد من تقاطع مركز أبراج عزرائيلي على حافته الشرقية، إلى شارع ابن جابيرول على حافته الغربية.

## تاريخه
سمي على اسم السياسي إليعازر كابلان ، وهو سياسي إسرائيلي مهم، ويربط الشارع وسط المدينة طريق أيالون السريع 20 ، وهو أحد أكثر الشوارع ازدحام في المدينة. وبجواره يقع حي تمبلر القديم في حي سارونا ، والذي خضع لبرنامج تجديد كبير، بالإضافة إلى الشارع نفسه الذي تم توسيعه في السنوات الأخيرة.[بحاجة لمصدر]
في السابق كان فيه مقر لمكاتب مجتمع الاستخبارات الإسرائيلي.  وفيه ايضا مكاتب ومقررات الوكالة اليهودية لإسرائيل وديزنغوف سنتر وشركة أورانج(الاتصالات السلكية واللاسلكية).

## المظاهرات في الشارع
باعتباره شارع مركزي يقع بجوار كيريا وكيريا الحكومية، غالبًا ما يستخدم الشارع كساحة للمظاهرات وأعمال الاحتجاج، خاصة بعد توسعه الذي، من بين أمور أخرى، جعل المكان ممكنًا لهذا النشاط. من وقت لآخر، تقام مظاهرات صغيرة أمام الكريا، ولكن خلال الاحتجاج الاجتماعي في عامي 2011 و 2012 ، تم تنظيم مظاهرتين ضخمتين في الشارع: في 5 أغسطس 2011، تم تنظيم مسيرةوفي الشارع شارك فيه حوالي 300 ألف شخص، وفي 14 يوليو 2012، أقيمت مسيرة في الشارع في الذكرى السنوية الأولى للاحتجاج شارك فيها حوالي 10 آلاف شخص، والتي انتهت بإحراق موشيه سيلمان نفسه . كجزء من الاحتجاج ضد الحكومة السابعة والثلاثين لإسرائيل ، يعد الشارع بمثابة أكبر مركز للتظاهر كل أسبوع حيث يشارك في المظاهرات الحاشدة عشرات الآلاف من المتظاهرين.منذ 14 يناير 2023، أصبح شارع كابلان موقعًا للاحتجاجات الأسبوعية ضد الإصلاح القضائي الذي اقترحته إسرائيل وسنته . 

## معرض الصور

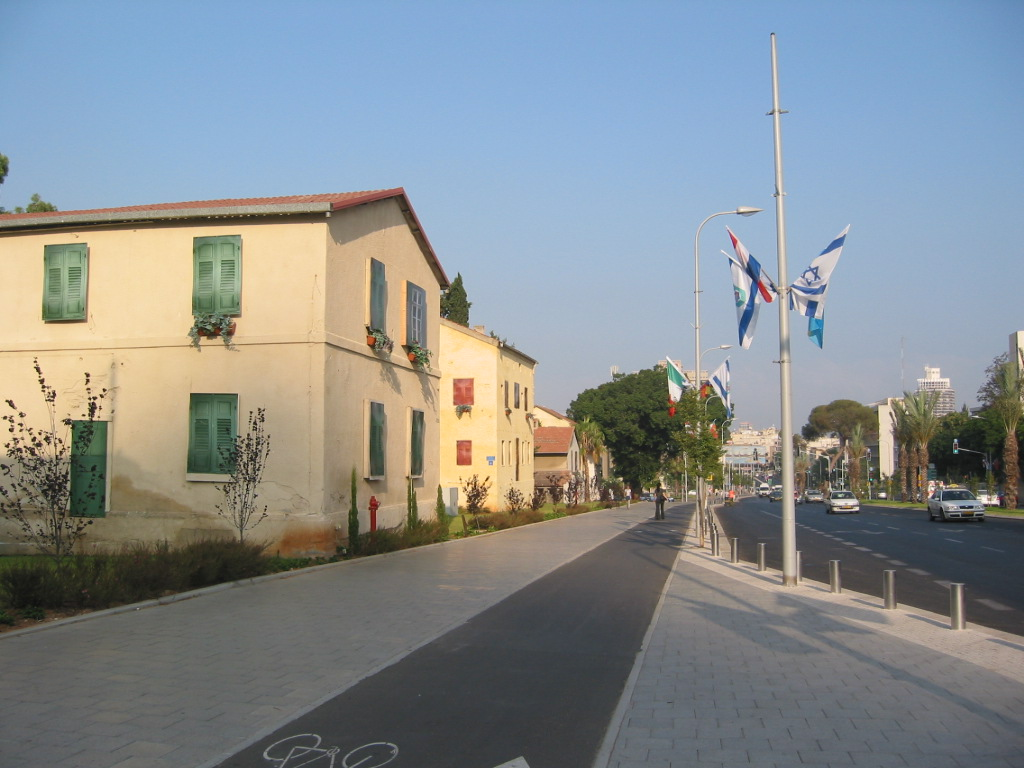
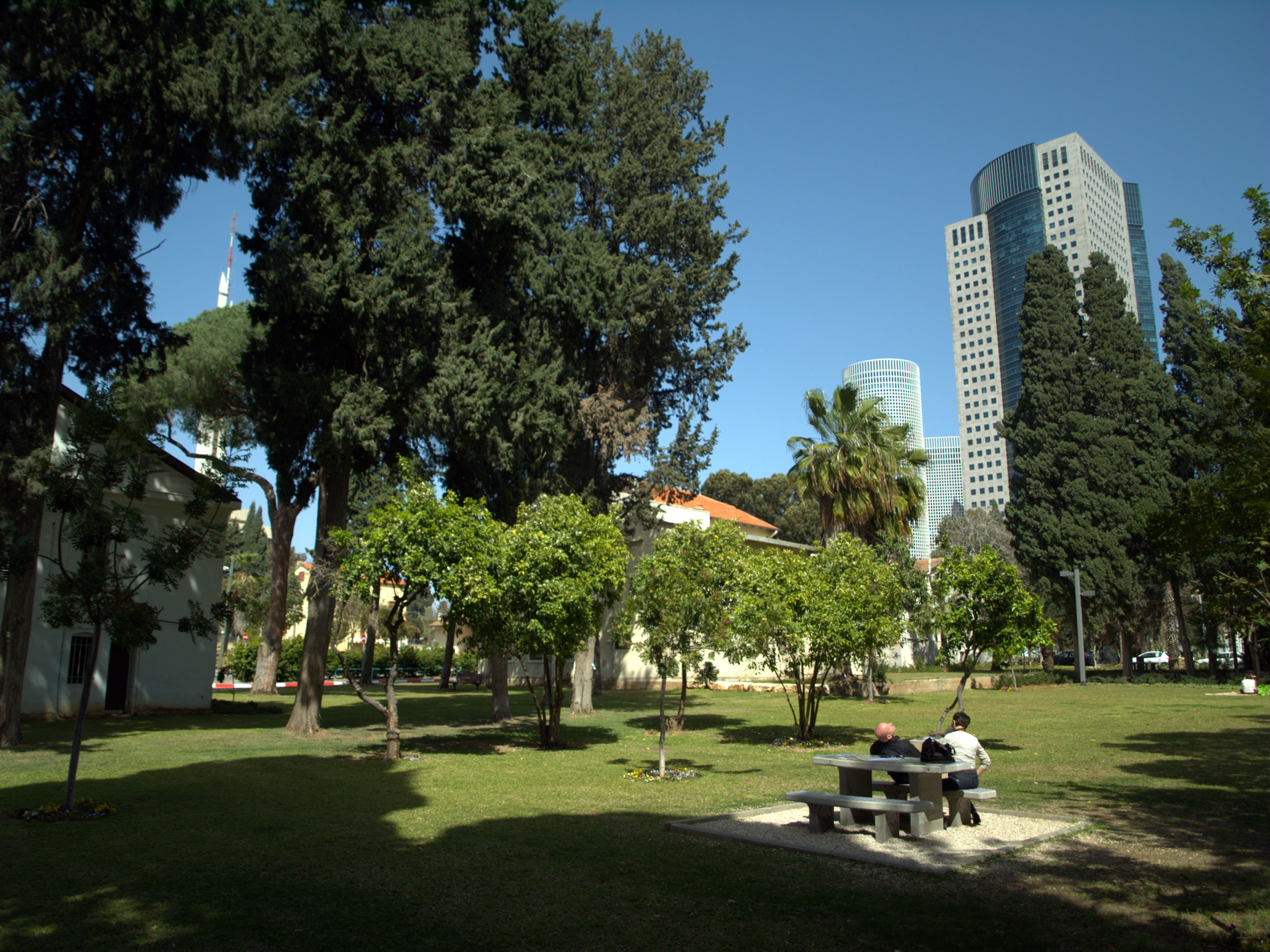
محكمة مبانيتيمبلرفيمستعمرة سارونافي شارع كابلان
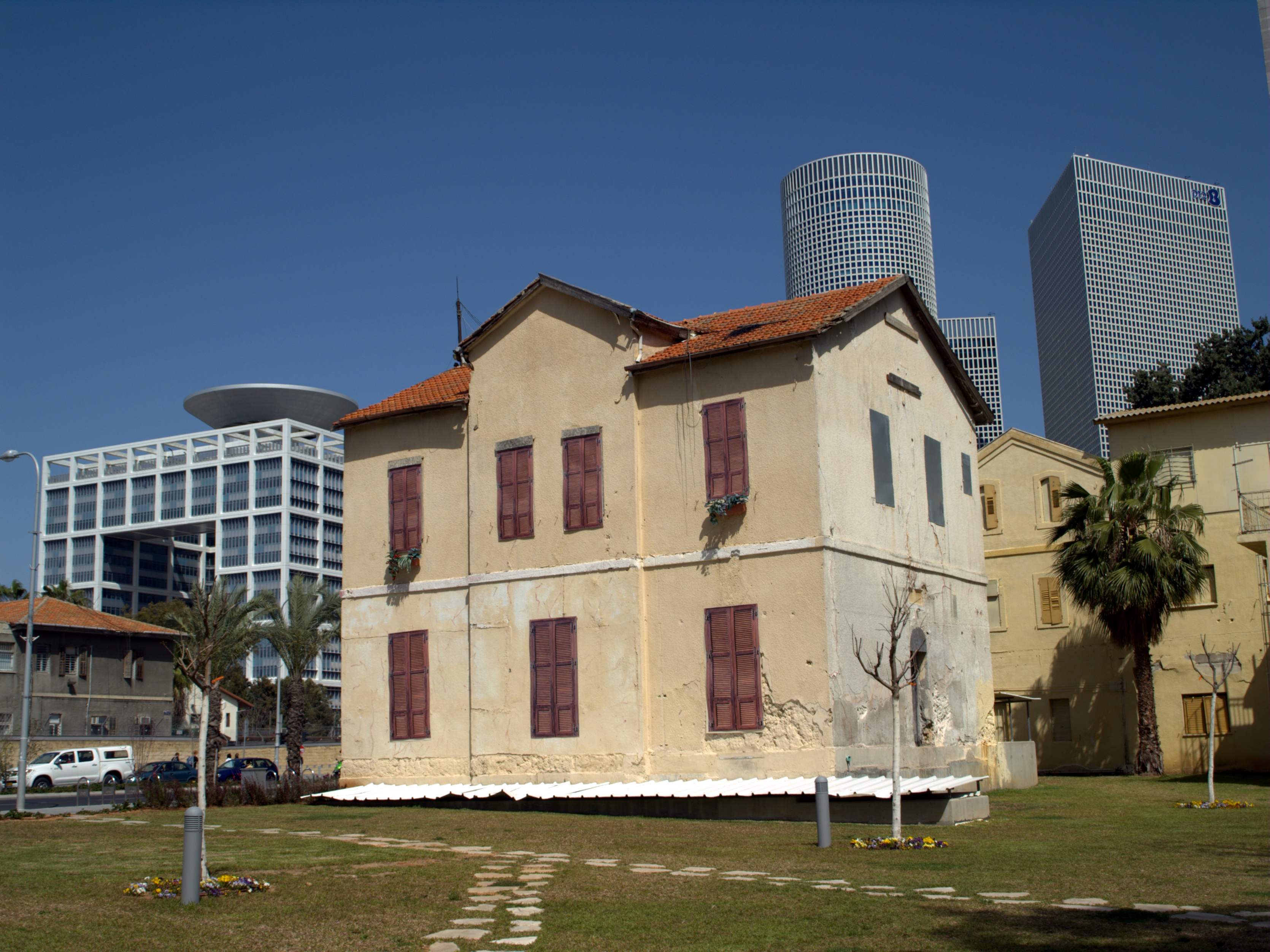
أراضي مباني تيمبلر في مستعمرة سارونا في شارع كابلان
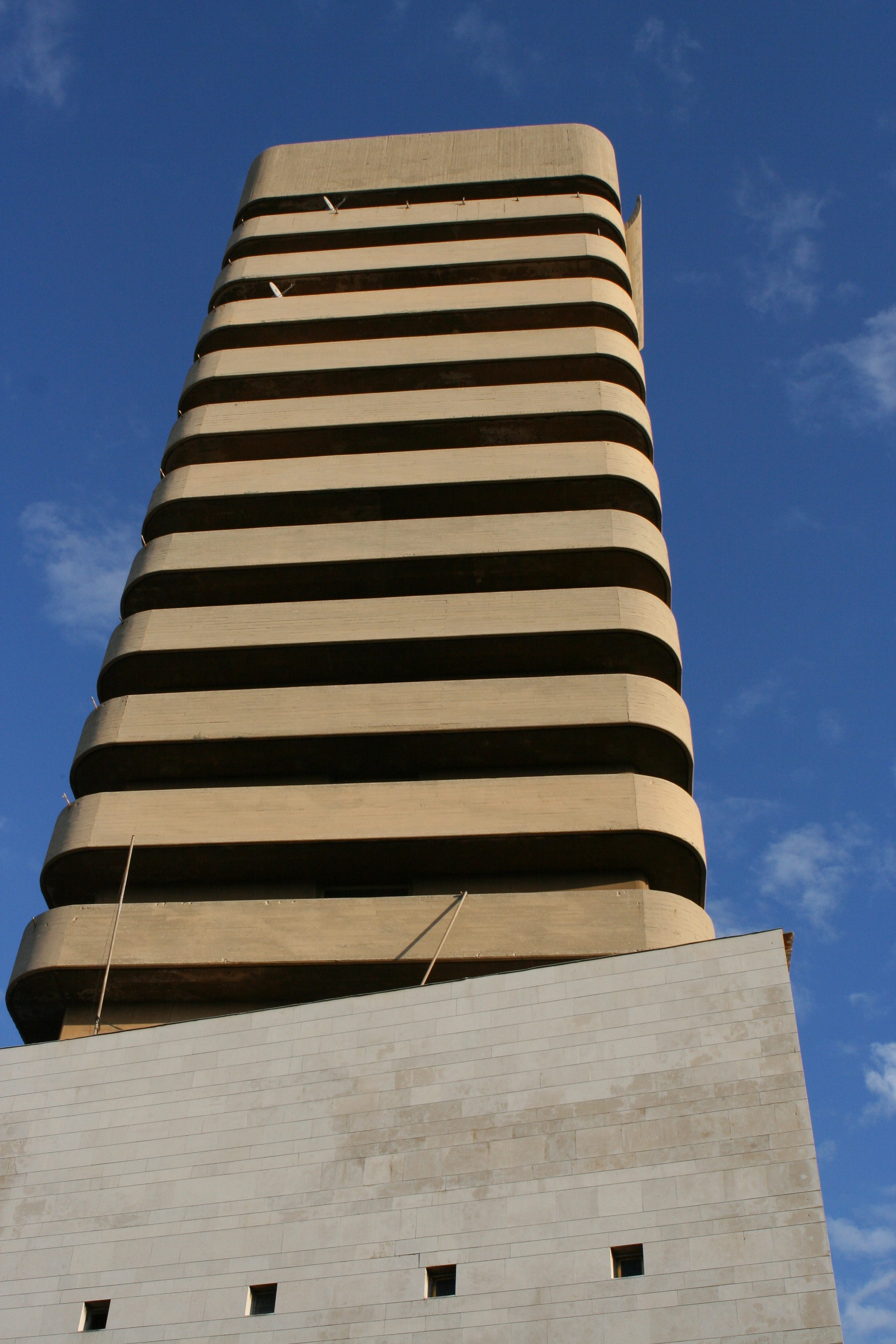
بيت ياكين (بيت ياكين) في شارع كابلان
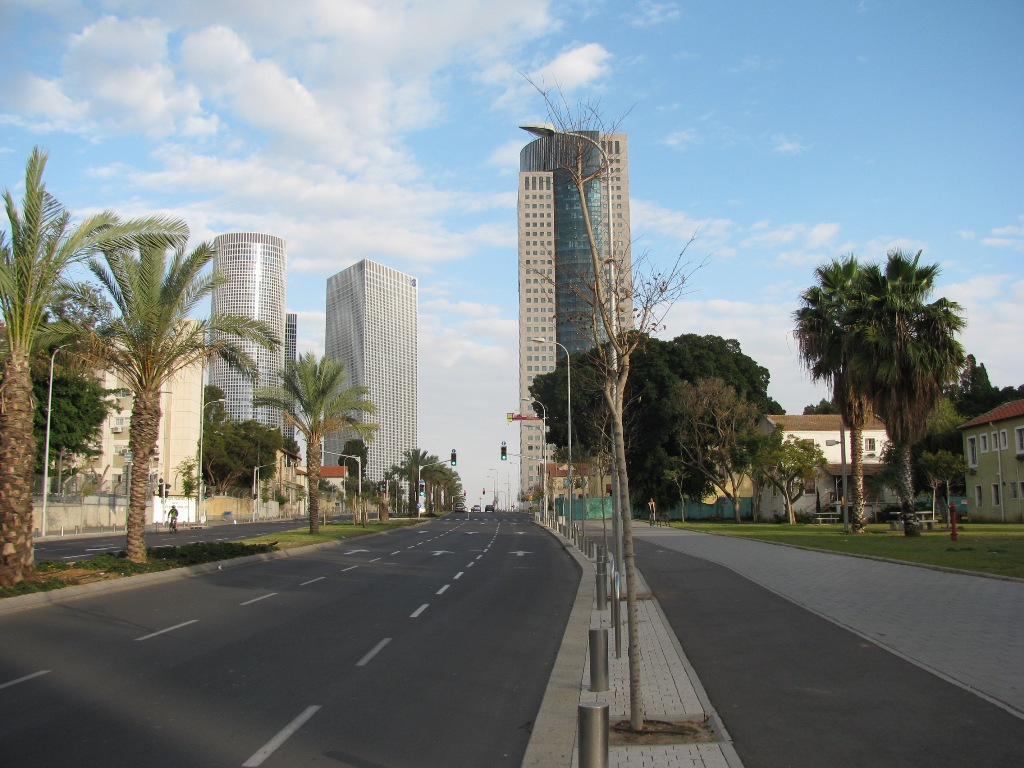
شارع كابلان (التجديد)
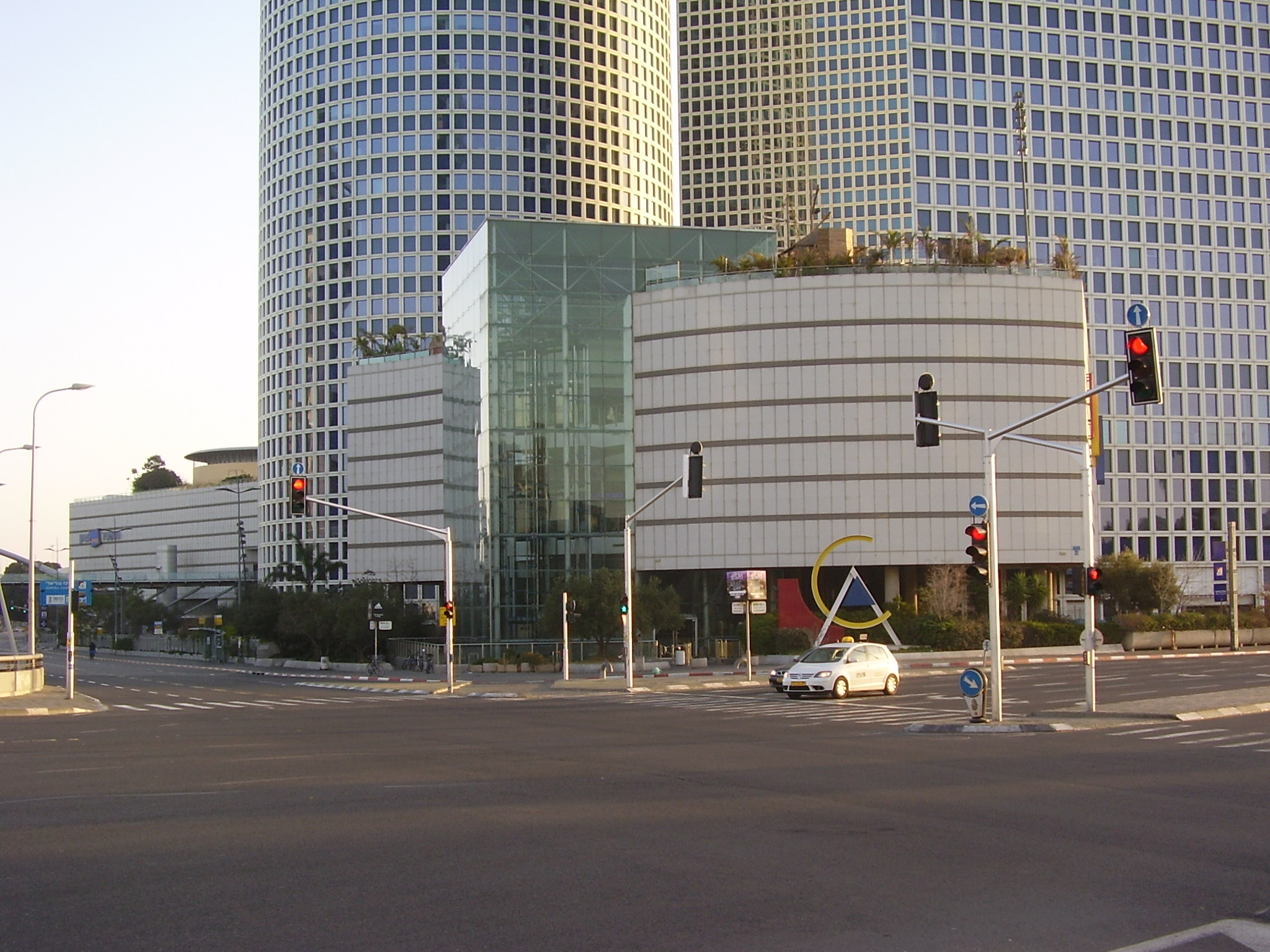
أبراج عزرائيلي
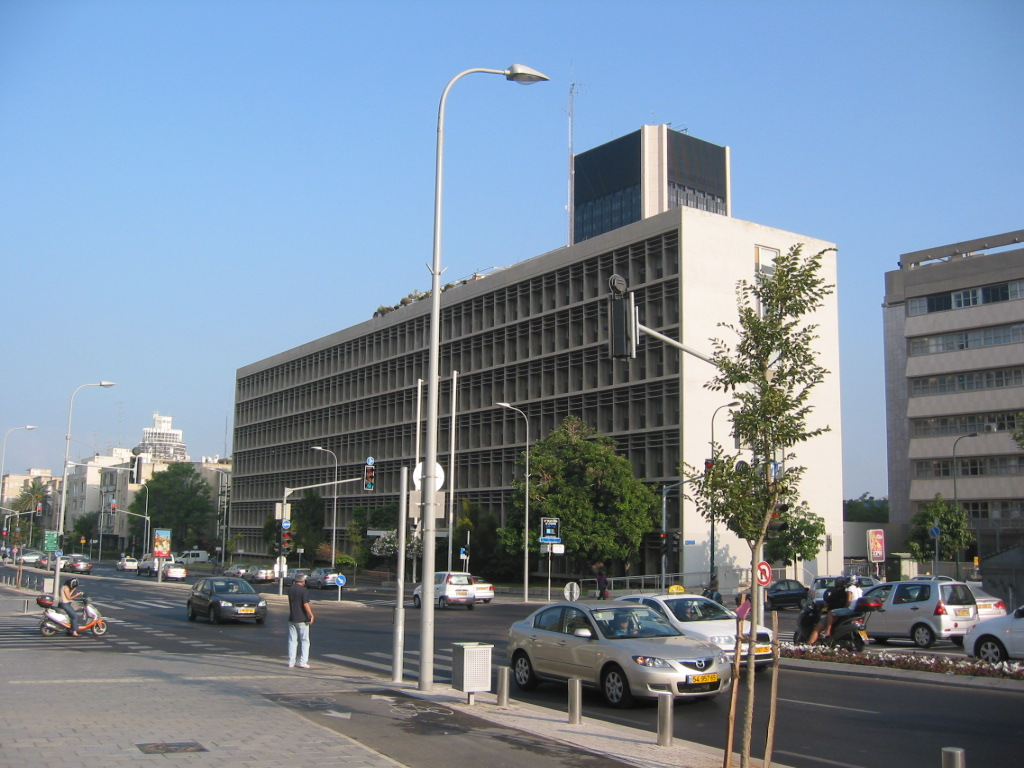
مبنىالوكالة اليهودية لإسرائيل
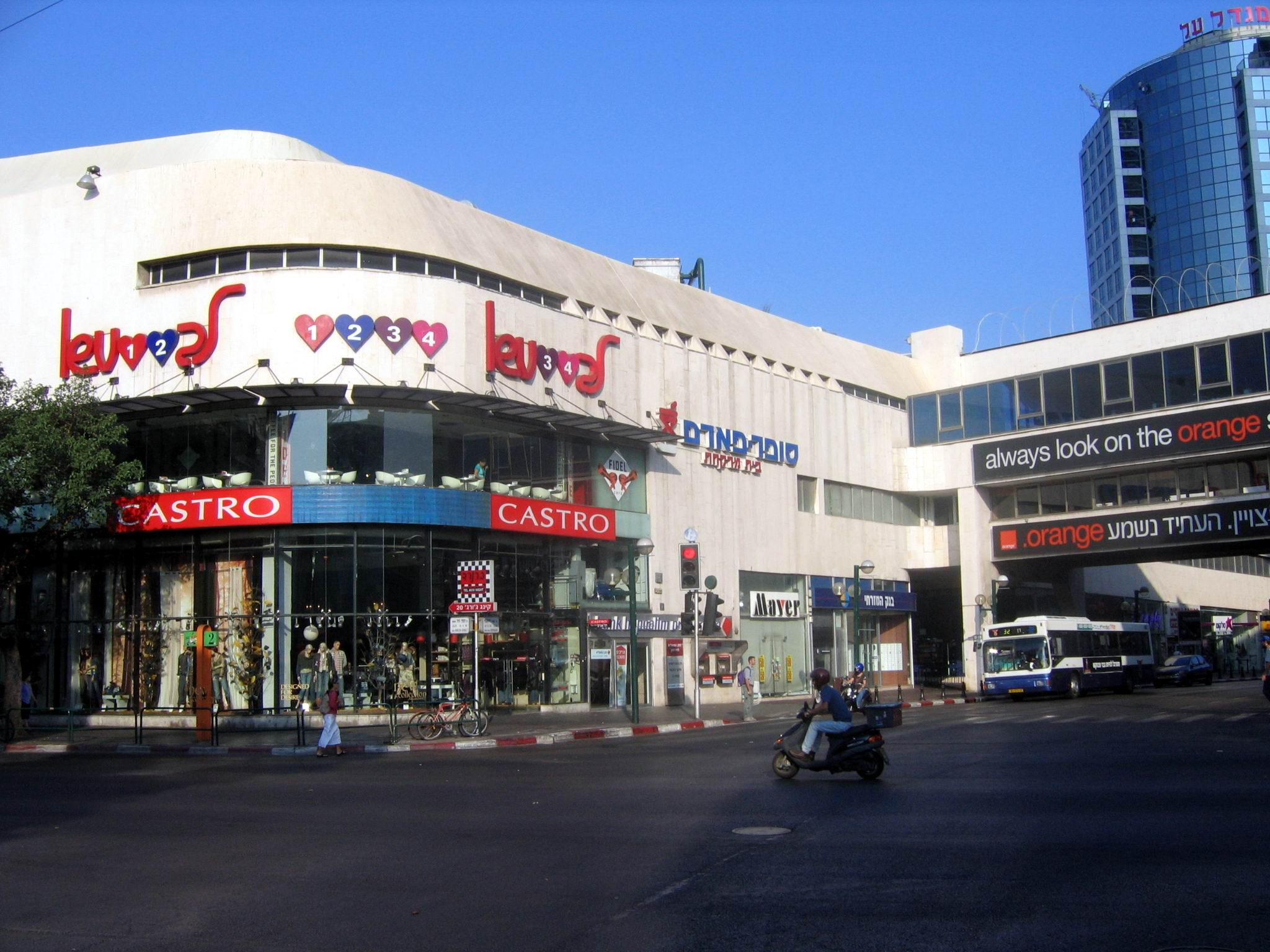
مركز ديزنغوف. يمكن ملاحظة العلاماتكاسترو (الملابس) وسوبر فارموأورانج(الاتصالات السلكية واللاسلكية).